# Germain Pirlot
Germain Pirlot (Sart-Custinne, Gedinne, Bélgica, 18 de marzo de 1943) es un esperantista belga y exprofesor de francés y de historia. Es conocido por ser el inventor del nombre «euro» para la moneda común euro de la Unión Europea (UE).
El 4 de agosto de 1995, Pirlot envió una carta al entonces Presidente de la Comisión Europea, Jacques Santer, en la que sugirió el nombre «euro» para el nombre de la futura moneda de la UE. Este nombre fue adoptado oficialmente por el Consejo Europeo en Madrid (España) el 16 de diciembre de 1995.